# Askeröd
Askeröd is een plaats in de gemeente Hörby in Skåne, de zuidelijkste provincie van Zweden. De plaats heeft 116 inwoners (2000) en een oppervlakte van 14 hectare.